# 二村洞
二村洞（：／ Ichon dong */?）是位於韓國首爾龙山区的一个行政洞，位于龙山区南部。

## 概况
二村洞靠近漢江，位於漢江大橋北側。在李氏朝鮮初期，此地在夏季常因漢江洪水上漲而被淹沒。因此得名移村洞，后更名為現在名稱。1751年劃入龍山坊管轄。1914年劃入京畿道京城府龍山面管轄。1943年劃歸龙山区管轄。1946年10月1日改為現在名稱。
1947年將漢江路1街劃出，1955年4月18日將漢江路2街和龍山洞5街劃出。之後形成二村1洞和二村2洞今天的格局。

## 下辖法定洞
- 二村洞

## 建筑
- 首爾新龍山初等學校（朝鲜语：서울신용산초등학교）[5]
- 中京高等學校（朝鲜语：중경고등학교）[6]
- 龍江中學（朝鲜语：용강중학교 (서울)）[7]

## 交通
- 二村站
- 漢江大橋
- 銅雀大橋
- 元曉大橋